# Proceratophrys melanopogon
Proceratophrys melanopogon е вид земноводно от семейство Жаби свирци (Leptodactylidae).

## Разпространение
Видът е разпространен в Бразилия.